# Wapen van Milheeze

Het dorpswapen van Milheeze

Het wapen van Milheeze bestaat uit een geschaakt schild met gouden en rode vlakken, met daarop een zilveren merlet. Het wapen is eigenlijk afkomstig van de oudste bewoners van Milheeze; familie van der Aa. Milheeze behoort tot de gemeente Gemert-Bakel, gelegen in de Nederlandse provincie Noord-Brabant.  De zeven dorpswapens voor de kernen zijn in een raadsvergadering van de gemeente Gemert-Bakel op 19 november 1997 vastgesteld.
Bavel
· De Mortel
· De Rips
· Dinteloord
· Elsendorp
· Galder
· Gemert
· Ginneken
· Handel
· Mierlo-Hout
· Milheeze
· Nispen
· Rosmalen
· Sint-Michielsgestel
· Strijbeek
· Ulvenhout